# Ausbesserungswerk Darmstadt
Das Eisenbahn-Ausbesserungswerk ist ein ehemaliges Industriegelände in Darmstadt.

## Geschichte

### 1873 bis 2000
Das Eisenbahn-Ausbesserungswerk war am 14. Februar 1873 als zentrale Werkstätte der Hessischen Ludwigsbahn an der Strecke Mainz–Darmstadt–Aschaffenburg in Betrieb genommen worden.
Nach der Verstaatlichung der Ludwigsbahn und der Vereinigung mit der Main-Neckar-Eisenbahn-Gesellschaft war das Eisenbahn-Ausbesserungswerk als Werkstättenamt I (später Hauptwerkstätte I) für die Instandhaltung von Güter- und Personenwagen zuständig.
Bis zum Juni 2000 wurden auf dem ca. 15.000 m² großen Eisenbahn-Ausbesserungswerk an der Frankfurter Straße Radsätze instand gesetzt.
Der dabei entstandene knallende Lärm, der bis in das angrenzende Johannesviertel hinüber hallte, brachte dem Gelände die Bezeichnung „Knell“ ein.
Das Werkstättenamt II (Hauptwerkstätte 2) am Dornheimer Weg war für die Wartung der Lokomotiven zuständig.
Das Werkstättenamt II wurde im Jahr 1955 aufgegeben.

### 2000 bis heute
Nachdem das Eisenbahn-Ausbesserungswerk stillgelegt worden war, kaufte die Stadt Darmstadt im Juli 2002 das Gelände und erwarb damit direkten Einfluss auf die weitere Standortentwicklung.
Planungsziel war ein umfangreicher Stadtumbau, die so genannte „Rochade“.
Es war vorgesehen, die städtischen Ver- und Entsorgungsbetriebe auf das Knellgelände zu verlegen und die durch die Verlegung innerstädtisch frei werdenden Flächen dem Wohnungsbau zur Verfügung zu stellen.
Aufgrund der Restriktionen durch die in Brüssel Ende 2003 novellierte „Seveso II Richtlinie“ mussten die Planungen geändert werden.
Auf die veränderten Gegebenheiten reagierte die Darmstädter Stadtentwicklung, indem sie auf die Stärkung des Chemiestandorts setzt.
Sie hat unter anderem die in der Nachbarschaft gelegenen Flächen der Firma Merck für betriebliche Belange zum Kauf angeboten.
Ungeachtet der Veränderungen können die anderen wesentlichen Teile der „Rochade“ umgesetzt werden.
Der südliche Teil der „Knell“ wurde als neuer Standort für die Nahversorgung der angrenzenden Wohngebiete realisiert.
In der Nordwestecke der Knell wurde der EAD angesiedelt. Am Westrand hat die Post ein neues Verteilzentrum gebaut. In der Mitte wurde ein Gasturbinenkraftwerk errichtet. In der Südostecke befindet sich die Entega. Die Nordostecke ist noch Brachland.
Im Juni 2021 gab die Firma Merck bekannt, dass sie ein Ausbildungszentrum auf der Nordseite des Geländes errichten wird.

## Denkmalschutz
Auf dem Areal befindet sich ein unter Denkmalschutz stehender alter Wasserturm aus dem 19. Jahrhundert.
In der Nordwestecke des Areals stehen zwei unter Denkmalschutz stehende Spitzbunker aus der Zeit des Zweiten Weltkriegs.

## Bildergalerie

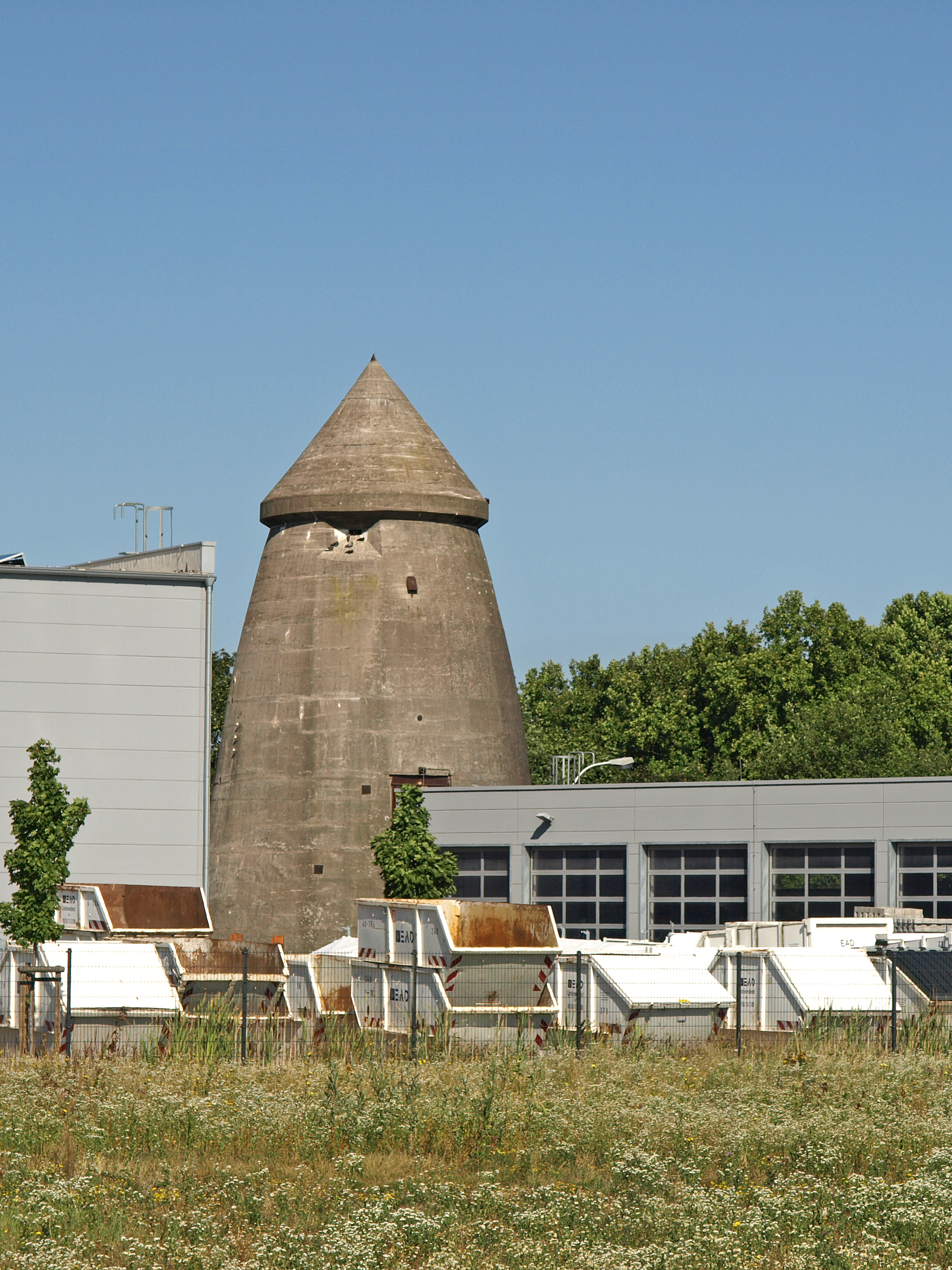
Einer der beiden Hochbunker der Bauart Winkel 2C auf der Knell (2015)
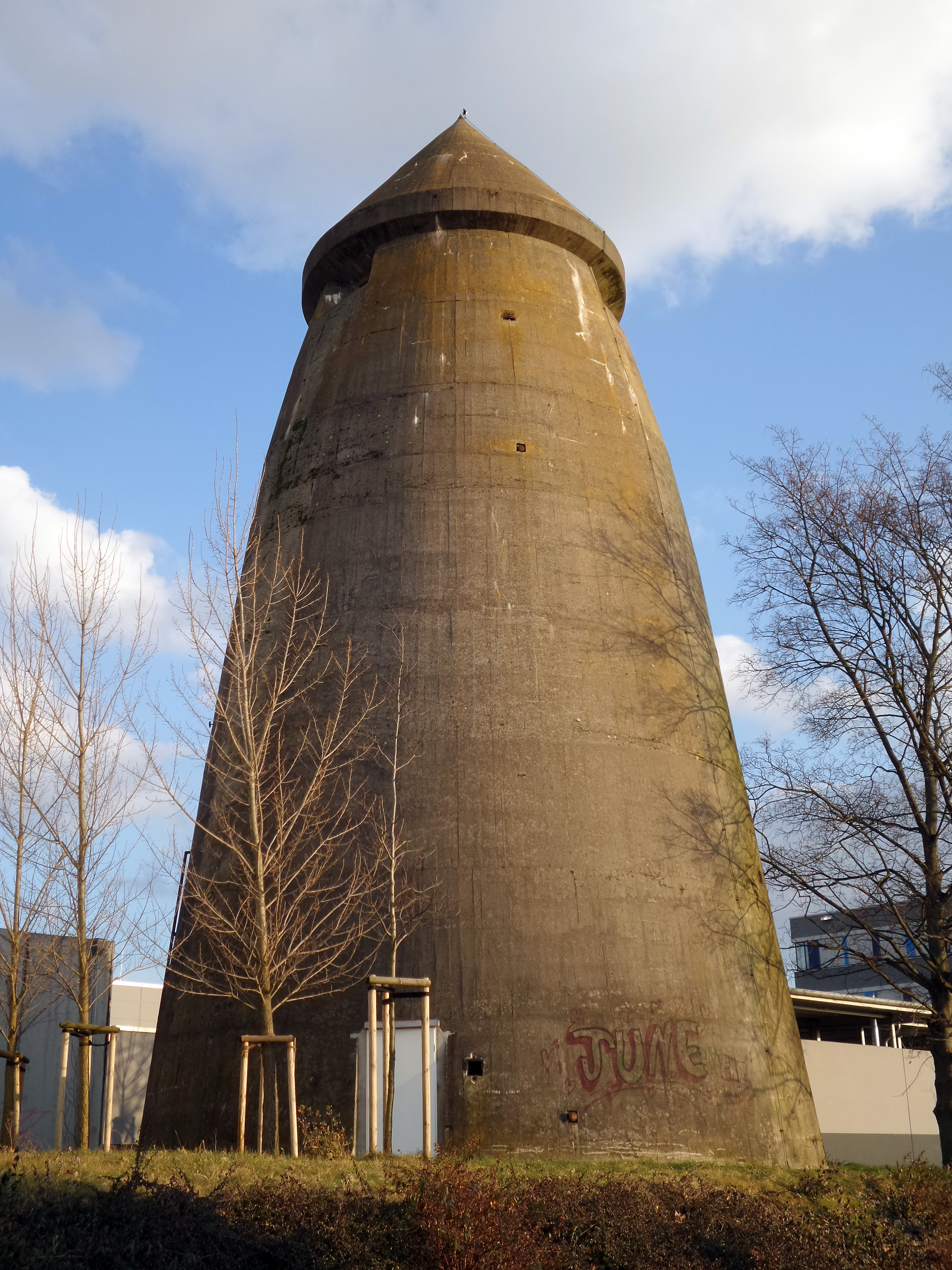
Winkelbunker auf der Knell (2015)
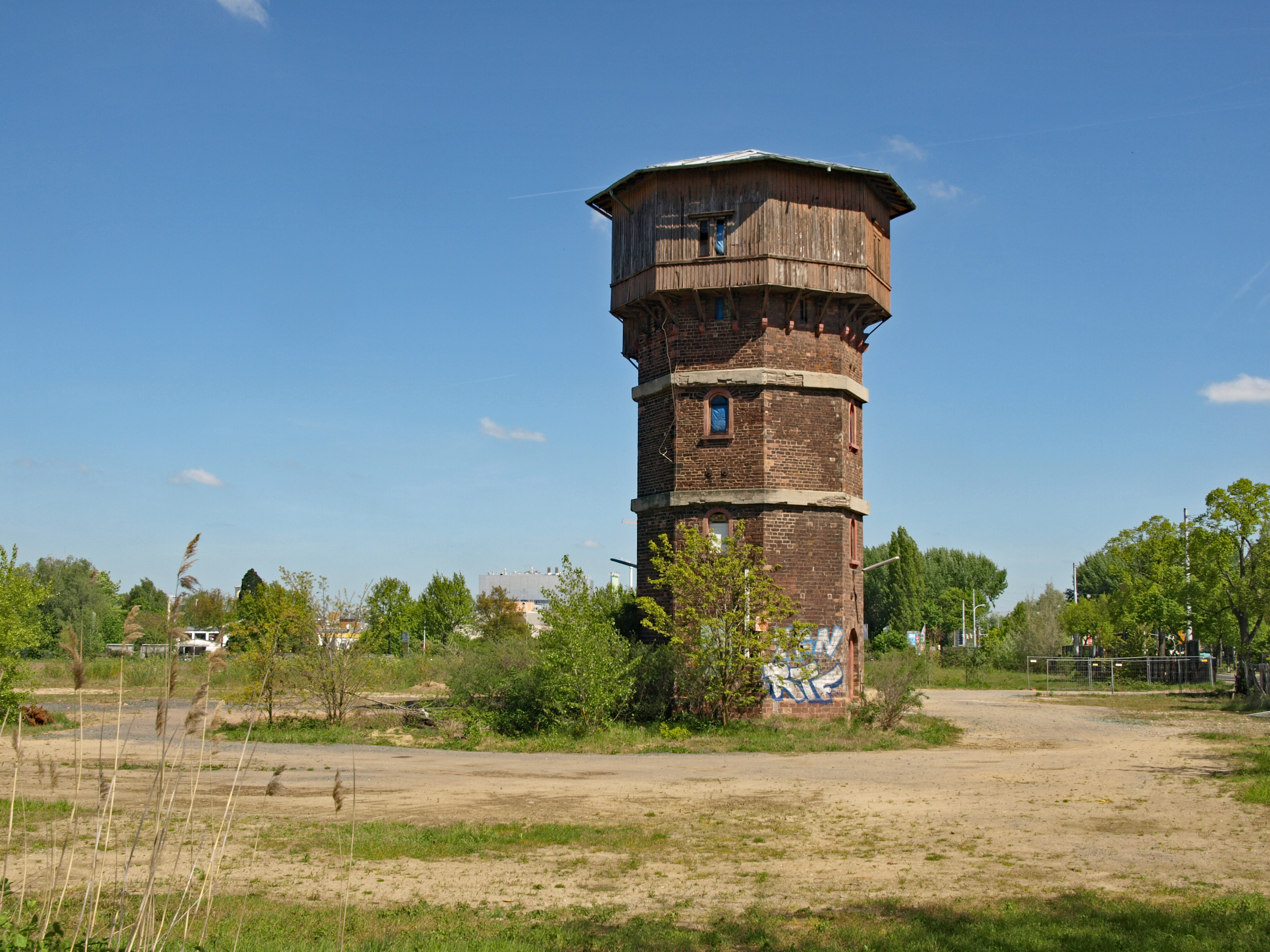
Alter Wasserturm auf der Knell (2016)
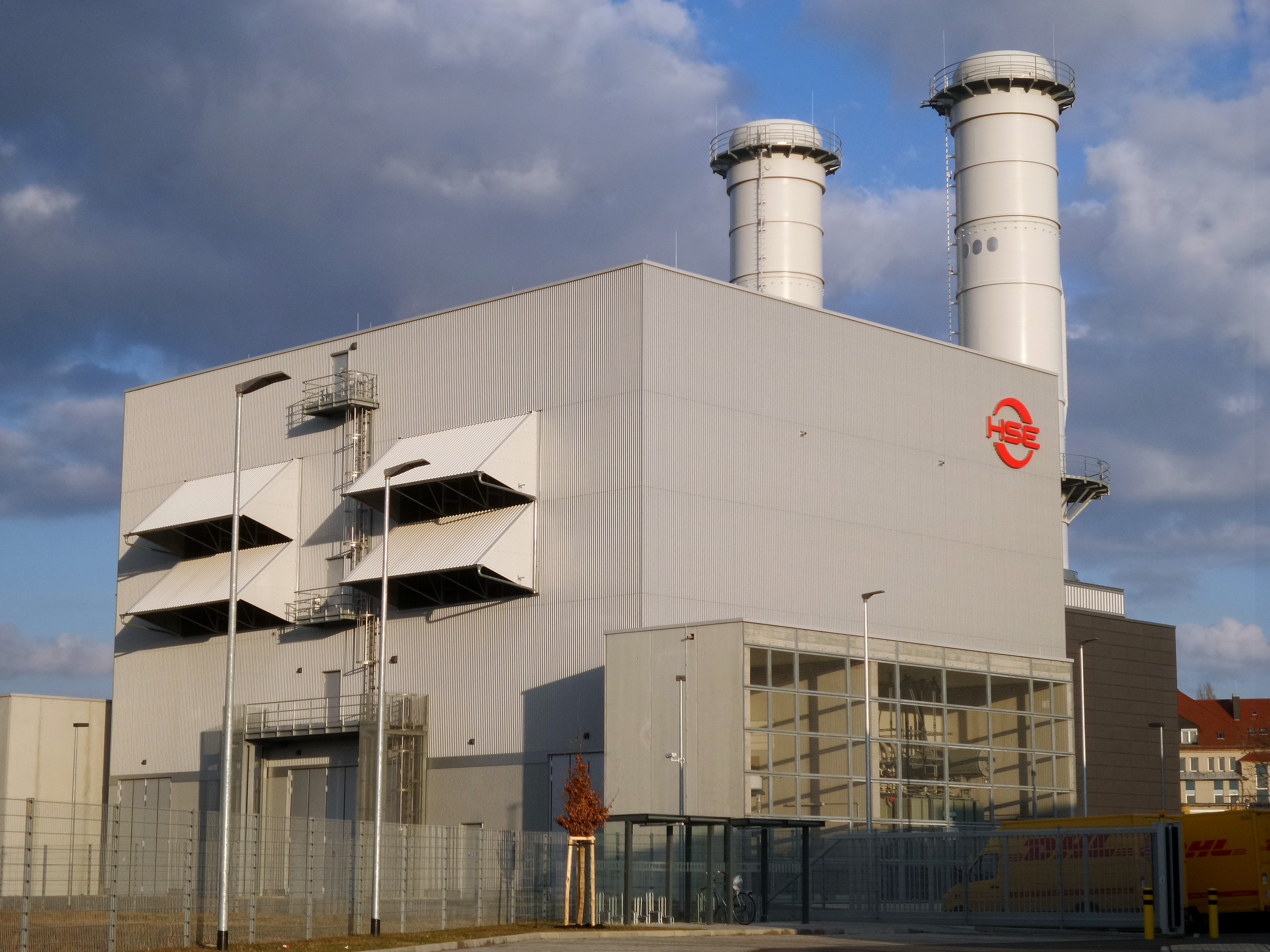
Gasturbinenkraftwerk Darmstadt der HSE auf der Knell (2015)